# ماهیچه‌های کتفی‌بازویی
ماهیچه‌های کتفی‌بازویی (انگلیسی: Scapulohumeral muscles) گروهی از هفت ماهیچه هستند که استخوان بازو را به کتف متصل می‌کنند. این ماهیچه‌ها از جمله ماهیچه‌های هستند که مفصل شانه را در بدن انسان تثبیت بخشیده و روی آن عمل می‌کنند.
این ماهیچه‌ها عبارتند از:
- ماهیچه غرابی‌بازویی
- ماهیچه دالی
- ماهیچه‌های گرداننده شانه:

- ماهیچه زیرخاری
- ماهیچه زیرکتفی
- ماهیچه بالاخاری
- ماهیچه گرد کوچک

- ماهیچه گرد بزرگ